# Télécommunications en Polynésie française
Du fait de sa faible population et de l'isolement géographique des archipels polynésiens, les entreprises chargées des communications en Polynésie française sont toutes ou presque historiquement publiques et en situation de monopole. En radiotéléphonie et télévision, il existe un marché concurrentiel depuis 2005, et un premier opérateur de téléphonie mobile alternatif aurait dû faire son apparition en 2009. Ce dernier n'a toutefois pas réussi à satisfaire à toutes les conditions de déploiement et de paiement imposées par les autorités publiques polynésiennes, et aucune offre commerciale n'a vu le jour.
Le 1er juin 2013, Pacific Mobile Telecom sous la marque Vodafone a commercialisé ses offres mobile, devenant de fait le premier opérateur alternatif disponible à Tahiti.
Par contre pour la téléphonie fixe et l'accès à l'Internet, aucune concurrence n'est envisagée car les coûts d'investissements et la rentabilité moindre n'intéresse pas les concurrents.

## Histoire
Au début du XIXe siècle, en l'absence d'organisation postale, le courrier est confié aux capitaines des navires à voile de passage. Le trajet entre Tahiti et l'Europe dure en moyenne 8 à 10 mois ; le paiement du transport se fait à l'arrivée auprès du capitaine et la taxe perçue est relativement élevée. Le 13 novembre 1859, l'empereur Napoléon III décrète la création d'un service postal entre le royaume de Tahiti, alors sous protectorat français, et le reste du monde. Le 1er janvier 1860, il nomme un certain M. Miéville receveur-buraliste de la poste aux lettres à Papeete, dont le bureau n'est ouvert que de 15h00 à 17h00 les jours de départ et d'arrivée de navire. À partir de 1862, les agents de police assurent la distribution et la collecte du courrier sur Tahiti. Dans les années 1870, le premier chemin de fer transcontinental américain étant construit, une liaison mensuelle par voilier avec San Francisco devient la voie de communication la plus rapide. Le bureau de M. Miéville ouvre alors de 8 h 00 à 10 h 00 et le 15 h 00 à 17 h 00 la veille de chaque départ.
21 janvier 1876, organisation du service de la Poste dans la Colonie.
8 octobre 1915, création de l’office local du service des postes et télécommunications dans les Établissements français de l'Océanie.
30 juin 1962, création de l’office d’État des postes et télécommunications de la Polynésie française.

Le 8 mars 1985, l'Assemblée territoriale de la Polynésie française crée un établissement public à caractère industriel et commercial nommé office des postes et télécommunications (OPT). En situation de monopole, cet établissement suit dans les années 1990 l'émergence des nouveaux réseaux de télécommunication. Le 26 juin 1995, la société Vini, filiale de l'OPT, ouvre son réseau de téléphonie mobile. Le 1er novembre 1995, un service d'accès à Internet est créé. A la même époque apparait la diffusion de la télévision par satellite.
L'ouverture à la concurrence du marché des télécommunications dans les années 2000 échoue pour plusieurs candidats,. Le 1er juillet 2011, le premier fournisseur d'accès à Internet sans fil concurrent de Mana présente ses premières offres commerciales sous la marque Viti. Le 17 juin 2013, le premier service de téléphonie mobile concurrent de Vini ouvre sous la marque Vodafone,.

## Téléphonie
Liaisons téléphoniques internationales : Une station satellite terrestre vers Intelsat (Océan Pacifique)
Préfixe téléphonique :
Indicatif téléphonique : 689

### Téléphonie fixe
OpérateurOffice des postes et télécommunications de Polynésie française
Lignes de téléphone53 600 (en 2006)

### Téléphonie mobile
Téléphones portables : 174 000 (en 2007)
Opérateur téléphonie mobile : 3, Vini, Vodafone, Viti

## Radiophonie
Stations de radio : 2 stations AM, 14 FM, 2 ondes courtes (en 1998)
Postes de radio : 128 000 (en 1997)
- Liste des radios en Polynésie française

## Télévision
2 chaînes sont diffusées sur le réseau hertzien :
- Polynésie 1re par France Télévisions,
- TNTV par Tahiti Nui Télévision[8].

2 bouquets satellites sont disponibles :
- le bouquet RFO gratuit[9], comprenant les 3 chaînes hertziennes, RFO Wallis-et-Futuna, RFO Nouvelle-Calédonie, et des canaux de contributions rediffusant les programmes de RFO ou Tempo,
- le bouquet TNS payant[10], comprenant les chaînes privées hertziennes françaises (TF1 et M6) et plusieurs chaînes francophones.

Dès le 30 novembre 2010, sont disponibles sur la télévision numérique terrestre les chaînes :
- Polynésie 1re,
- France 2,
- France 3,
- France 4,
- France 5,
- France Ô (jusqu'à sa fermeture),
- France 24,
- Arte,
- TNTV.

### Quelques chiffres
Stations de télévision7 (plus 17 relais basse puissance) (en 1997)
Postes de télévision40 000 (en 1997)
Système audiovisuelSECAM K1

## Internet
Nombre de fournisseurs d'accès Internet (FAI) : 3 (Vini), (Viti), (Tahiti wifi).
Nom de domaine Internet : .pf.
Jusqu'en 2010, l'Internet était desservi grâce à des liaisons satellites bien trop lente pour une utilisation normale.
La connexion par fibre optique des archipels entre 2010 et 2020, avec le reste du monde, permet déjà à une grande partie de la population d'être reliée à l'Internet mondial avec des débit similaires au reste du monde. En 2025, l'archipel est connectée par les câbles Honotua, Manatua (en) et Natitua puis, à l'horizon 2026-2027, Halaihai, Bulikula et Honomoana,,.